# EN 13402

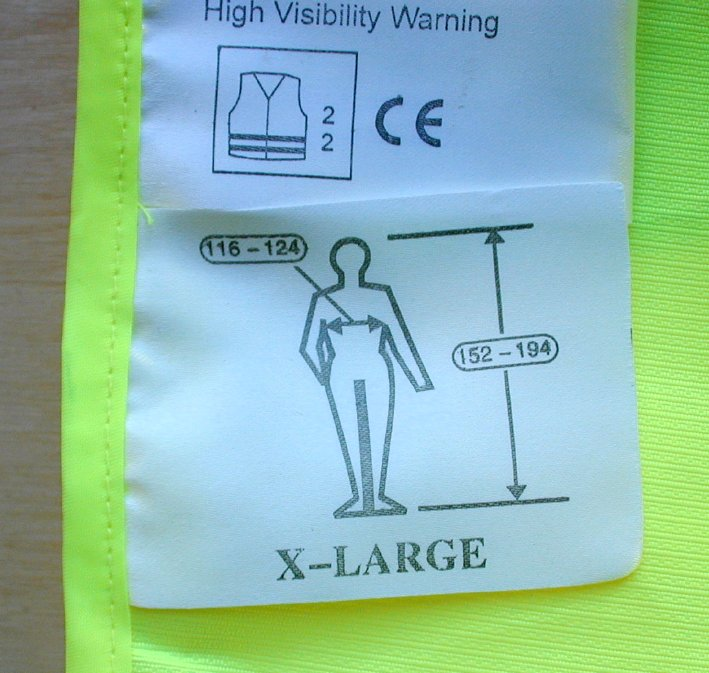
Etiqueta de ropa con el pictograma y dimensiones corporales en centímetros (encontrado en un chaleco de alta visibilidad en el Reino Unido).

EN 13402 es una norma europea sobre designación de tallas para prendas de vestir. Está basada en las dimensiones corporales medidas en centímetros. Su propósito es el de reemplazar los antiguos y confusos sistemas de vestimenta nacionales vigentes antes de 2007.

## Generalidades
Existen tres formas de atacar el problema de las etiquetas para vestimenta:
- Dimensiones del cuerpo: la etiqueta del producto muestra las dimensiones del cuerpo para el cual ha sido diseñado. Por ejemplo: un casco para ciclistas con la etiqueta «perímetro de la cabeza 56~60 cm»; zapatos etiquetados «largo del pie: 28 cm»

- Dimensiones del producto: la etiqueta muestra las dimensiones del producto. Por ejemplo: jeans etiquetados con «su» propia medida para la entrepierna en centímetros o en pulgadas

- Tamaño ad-hoc: la etiqueta muestra un código que no tiene relación obvia con ninguna medida. Por ejemplo: Talle 12; XL; etc.

Tradicionalmente, las prendas han sido etiquetadas utilizando muchos tipos diferentes de sistemas 'ad-hoc'; conllevando varios problemas:
- Etiquetas específicas para un país o vendedor en particular crean costos adicionales.
- Los tamaños 'ad-hoc' cambian con el tiempo, frecuentemente a los cambios en las modas y tendencias y estrategias de venta.
- No son apropiados para las compras por correspondencia, que requieren un método seguro para predecir el mejor ajuste del producto a las dimensiones del cuerpo.
- Es preciso conocer más de una sola dimensión para poder ajustar la vestimenta a los diferentes cuerpos.
- Las medidas escalares 'ad-hoc' basadas en estudios antropométricos de los años '50 no son ya apropiadas, dado que han cambiado las costumbres en nutrición y estilos de vida.

Por lo tanto, el Comité Europeo de Normalización CEN/TC 248WG 10 comenzó en 1996 el proceso de diseñar un nuevo y moderno sistema de etiquetas para prendas de vestir, resultando en la norma EN 13402 «Designación de tallas para prendas de vestir»
Está basado en:
- las dimensiones corporales
- el Sistema métrico
- datos de estudios antropométricos realizados entre la población europea en los años '90
- similares estándares internacionales existentes (ISO 3635, etc.)

## EN 13402-1: Términos, definiciones y procedimiento para la medición del cuerpo
La primera parte de la norma define la lista de dimensiones corporales que serán usadas en la designación de las etiquetas, junto con una explicación anatómica y los lineamientos para su medición:
Circunferencia de la cabezaPerímetro máximo horizontal de la cabeza medida sobre las orejas.
CuelloCircunferencia del cuello medido con la cinta métrica 2 cm por debajo de la nuez de Adán y al nivel de la 7ª vértebra cervical.
PechoMáxima circunferencia horizontal de la caja torácica medida durante una respiración normal con el sujeto de pie, recto y con la cinta métrica pasada por debajo de las axilas y por sobre el esternón.
BustoMáxima circunferencia horizontal del busto (en mujeres) medida durante una respiración normal con el sujeto de pie, recto y con la cinta métrica pasada por debajo de las axilas y por sobre el esternón preferentemente con una moderada tensión sobre el soutien (corpiño) que no deforme el busto de su forma natural ni desplace su volumen.
BajobustoCircunferencia horizontal del tórax medido justo debajo de la línea del busto.
CinturaCircunferencia de la cintura natural entre la parte superior del hueso de la cadera (cresta ilíaca) y las costillas inferiores, medida con la persona respirando normalmente y parado en posición erguida con el abdomen relajado.
CaderasCircunferencia horizontal medido alrededor de las nalgas en el nivel de máxima circunferencia.
AlturaDistancia vertical entre la corona de la cabeza y el tacón del pie, medido con el sujeto de pie erecto, sin zapatos y con los pies juntos (for infants not yet able to stand upright: longitud del cuerpo medida en línea recta desde corona de la cabeza hasta el tacón de los pies.
Altura interna de la piernaDistancia entre la entrepierna y las plantas de los pies, medido en posición vertical con el sujeto erguido, pies levemente separados, y el peso del cuerpo distribuido en forma pareja entre ambas piernas.
Largo de brazoDistancia, medida usando la huincha de medir, desde el hueso del hombro que interseca el brazo(from the armscye/shoulder line intersection (acromion)), por sobre el codo, hasta el final del hueso de la muñeca (ulna), con el brazo derecho flectado en 90° y con el puño sobre la cadera (with the subject's right fist clenched y placed on the hip, y with the arm bent at 90°).
Circunferencia de la manomaximum girth measured over the knuckles (metacarpals) of the open right hand, dedos juntos y excluyendo el dedo pulgar
largo del piedistancia horizontal entre perpendiculares en contacto con el extremo más prominente de los dedos del pie y la zona más prominente del talón, medido con la persona para descalza y el peso del cuerpo distribuido en forma pareja entre ambas piernas
masa corporalmedida con una balanza adecuada en kg
Estas dimensiones fueron pensadas para ser tomadas preferentemente sin ropaje o con la menor cantidad posible del mismo.
Todas las dimensiones del cuerpo deben ser medidas en centímetros, con excepción de la masa corporal.
La norma también define un pictograma que puede ser usado en etiquetas con lenguaje neutral para indicar una o varias de las medidas explicadas anteriormente.

## EN 13402-2: Dimensiones primarias y secundarias
La segunda parte de la norma define para cada tipo de prenda la «dimensión primaria». Esta es la medida del cuerpo de acuerdo a la cual el producto deberá ser etiquetado.
Para algunos tipos de prendas, una sola medida puede no ser suficiente para seleccionar adecuadamente el producto. En estos casos, una o dos «dimensiones secundarias» podrán ser añadidas a la etiqueta.
La siguiente tabla muestra las dimensiones primarias y secundarias listadas en la norma. Las secundarias se muestran entre paréntesis.
| Prenda                                        | Hombres                                    | Mujeres                                      | Niños                       | Niñas                       |
| --------------------------------------------- | ------------------------------------------ | -------------------------------------------- | --------------------------- | --------------------------- |
| Chaquetas                                     | pecho (altura, cintura)                    | busto (altura, caderas)                      | altura (pecho)              | altura (busto)              |
| Trajes                                        | pecho, cintura (altura, inside leg length) | busto (altura, caderas)                      | altura (pecho)              | altura (busto)              |
| Sobretodo                                     | pecho (altura)                             | busto (altura)                               | altura (pecho)              | altura (busto)              |
| Pantalones Pantalón corto                     | cintura (altura, inside leg length)        | cintura (altura, caderas, inside leg length) | altura (cintura)            | altura (cintura)            |
| Faldas (polleras)                             | —                                          | cintura (altura, caderas)                    | —                           | altura (cintura)            |
| Faldas (polleras) y vestidos                  | —                                          | busto (altura, caderas, cintura)             | —                           | altura (busto)              |
| Tejidos: cardigan, sweaters, pulóver, camisas | pecho (altura)                             | busto (altura)                               | altura (pecho)              | altura (busto)              |
| Camisetas                                     | cuello (altura, largo de brazo)            | —                                            | altura (cuello)             | —                           |
| Blusas                                        | —                                          | busto (altura)                               | —                           | altura (busto)              |
| Ropa interior                                 | cintura (altura)                           | cintura (altura, caderas)                    | altura (cintura)            | altura (cintura)            |
| Chalecos                                      | pecho (altura)                             | busto (altura)                               | altura (pecho)              | altura (busto)              |
| Pijamas                                       | pecho (altura, cintura)                    | busto (altura, cintura, caderas)             | altura (pecho)              | altura (busto)              |
| Trajes de cuerpo completo                     | cintura (altura, pecho)                    | busto (altura, caderas, Bajobusto)           | altura (pecho, cintura)     | altura (Bajobusto, busto)   |
| Sostenes, corpiños                            | —                                          | Bajobusto, busto (copa del busto)            | —                           | Bajobusto, busto (cup size) |
| Corsetería (superior e inferior)              | —                                          | Bajobusto, busto (altura, caderas, cintura)  | —                           | —                           |
| Corsetería / cuerpo inferior                  | —                                          | cintura, caderas (altura)                    | —                           | —                           |
| Pantimedias                                   | —                                          | altura (cintura, peso)                       | —                           | altura                      |
| Medias enteras                                | —                                          | largo del pie                                | largo del pie               | largo del pie               |
| Medias                                        | largo del pie                              | largo del pie                                | largo del pie               | largo del pie               |
| Guantes                                       | circunferencia de la mano                  | circunferencia de la mano                    | circunferencia de la mano   | circunferencia de la mano   |
| Sombreros                                     | circunferencia de la cabeza                | circunferencia de la cabeza                  | circunferencia de la cabeza | circunferencia de la cabeza |

## EN 13402-3: Medidas e intervalos
Norma derogada antes del 22/01/2015, según la web de AENOR, emisor de la norma. La parte 4 ya no aparece ni publicada en la web.
La tercera parte de la norma define un número preferido de dimensiones primarias y secundarias.
Los productos no deben ser etiquetados con la dimensión media para la cual la prenda fue diseñada (por ejemplo: «altura: 176») sino que deberían contemplar el 'rango' de dimensiones corporales. Por ejemplo: «altura: 172-180»
Para las alturas, por ejemplo, la norma recomienda generalmente utilizar las siguientes dimensiones de diseño, con pasos de 8 cm entre cada una:
| altura | ... | 160     | 168     | 176     | 184     | 192     | 200     | ... |
| rango  | ... | 156-164 | 164-172 | 172-180 | 180-188 | 188-196 | 196-204 | ... |

Para pantalones, el paso recomendado para altura es de 4 cm:
| altura | ... | 156     | 160     | 164     | 168     | 172     | 176     |
| rango  | ... | 154-158 | 158-162 | 162-166 | 166-170 | 170-174 | 174-178 |

| altura | 180     | 184     | 188     | 192     | 196     | 200     | ... |
| rango  | 178-182 | 182-186 | 186-190 | 190-194 | 194-198 | 198-202 | ... |

la norma define tablas similares para otras dimensiones y prendas, sólo algunas de ellas son mostradas aquí.

### Hombres
Las tallas estándares y rangos para pecho y cintura son:
| pecho   | 84    | 88    | 92    | 96    | 100    | 104     | 108     | 112     | 116     | 120     | 126     | 132     | 138     | 144     |
| rango   | 82-86 | 86-90 | 90-94 | 94-98 | 98-102 | 102-106 | 106-110 | 110-114 | 114-118 | 118-123 | 123-129 | 129-135 | 135-141 | 141-147 |
| cintura | 72    | 76    | 80    | 84    | 88     | 92      | 96      | 100     | 104     | 108     | 114     | 120     | 126     | 132     |
| rango   | 70-74 | 74-78 | 78-82 | 82-86 | 86-90  | 90-94   | 94-98   | 98-102  | 102-106 | 106-111 | 111-117 | 117-123 | 123-129 | 129-135 |

La tabla anterior es para caída = −12 cm, donde
caída = cintura − pecho.
Ejemplo: mientras los fabricantes normalmente diseñan sus prendas para un pecho = 100 cm tal que encaje en una cintura de 88 cm, pueden también querer combinar un pecho con una cintura  de entre 84 o 92 cm, para cubrir esos tipos de caídas también (-16 cm y -8cm)
la norma sugiere también que las medidas cuello y pecho puede ser asociadas de acuerdo a la siguiente tabla:
| cuello | 37        | 38        | 39        | 40        | 41        | 42        | 43        | 44        | 45        | 46.5      | 48        | 49.5      | 51        |
| rango  | 36.5-37.5 | 37.5-38.5 | 38.5-39.5 | 39.5-40.5 | 40.5-41.5 | 41.5-42.5 | 42.5-43.5 | 43.5-44.5 | 44.5-45.8 | 45.8-47.3 | 47.3-48.8 | 48.8-50.3 | 50.3-51.1 |
| pecho  | 88        | 92        | 96        | 100       | 104       | 108       | 112       | 116       | 120       | 126       | 132       | 138       | 144       |

Luego la norma sugiere que el largo de brazo puede ser asociada con la altura de acuerdo con la siguiente tabla:
| altura         | 156   | 160   | 164   | 168   | 172   | 176   | 180   | 184   | 188   | 192   | 196   | 200   |
| largo de brazo | 60    | 61    | 62    | 63    | 64    | 65    | 66    | 67    | 68    | 69    | 70    | 71    |
| rango          | 59-60 | 60-61 | 61-62 | 62-63 | 63-64 | 64-65 | 65-66 | 66-67 | 67-68 | 68-69 | 69-70 | 70-71 |

### Mujeres

#### Tallas para vestidos
Las tallas estándares y rangos para busto, cintura y caderas son:
| busto | 76    | 80    | 84    | 88    | 92    | 96    | 100    | 104     | 110     | 116     | 122     | 128     | 134     | 140     | 146     | 152     |
| rango | 74-78 | 78-82 | 82-86 | 86-90 | 90-94 | 94-98 | 98-102 | 102-107 | 107-113 | 113-119 | 119-125 | 125-131 | 131-137 | 137-143 | 143-149 | 149-155 |

| cintura | 60    | 64    | 68    | 72    | 76    | 80    | 84    | 88    | 94    | 100    | 106     | 112     | 118     | 124     | 130     | 136     |
| rango   | 58-62 | 62-66 | 66-70 | 70-74 | 74-78 | 78-82 | 82-86 | 86-91 | 91-97 | 97-103 | 103-109 | 109-115 | 115-121 | 121-127 | 127-133 | 133-139 |

| caderas | 84    | 88    | 92    | 96    | 100    | 104     | 108     | 112     | 117     | 122     | 127     | 132     | 137     | 142     | 147     | 152     |
| rango   | 82-86 | 86-90 | 90-94 | 94-98 | 98-102 | 102-106 | 106-110 | 110-115 | 115-120 | 120-125 | 125-130 | 130-135 | 135-140 | 140-145 | 145-150 | 150-155 |

#### Tallas para sostenes (sujetadores, corpiños)
Los tamaños estándares para sostenes:
| Bajobusto | 60    | 65    | 70    | 75    | 80    | 85    | 90    | 95    | 100    | 105     | 110     | 115     | 120     | 125     |
| rango     | 58-62 | 63-67 | 68-72 | 73-77 | 78-82 | 83-88 | 88-92 | 93-98 | 98-102 | 103-108 | 108-112 | 113-118 | 118-122 | 123-128 |

La dimensión secundaria, tamaño de la copa puede ser expresada en términos de la diferencia: 
tamaño de la copa = busto − Bajobusto
y puede ser etiquetadas de manera compacta utilizando un código de letras añadido a «bajobusto»:
| Código                        | AA    | A     | B     | C     | D     | E     | F     | G     |
| Rango de tamaños para la copa | 10-12 | 12-14 | 14-16 | 16-18 | 18-20 | 20-22 | 22-24 | 24-26 |

Ejemplo: el sostén de talla 70B puede ser utilizado por mujeres con bajobusto 68-72 cm y busto 84-86 cm.

### Código de letras
Para las prendas donde tamaños con grandes separaciones entre ellos son suficientes, la norma también define un código de letras. Este código representa el busto para las mujeres y el pecho para los hombres. la norma contempla la definición de estos códigos para niños.
| Significado              | Código | pecho (hombres) | busto (mujeres) |
| ------------------------ | ------ | --------------- | --------------- |
| extra extra pequeño      | XXS    | 70-78           | 66-74           |
| extra pequeño            | XS     | 78-86           | 74-82           |
| pequeño                  | S      | 86-94           | 82-90           |
| mediano                  | M      | 94-102          | 90-98           |
| grande                   | L      | 102-110         | 98-106          |
| extra grande             | XL     | 110-118         | 107-119         |
| extra extra grande       | XXL    | 118-129         | 119-131         |
| extra extra extra grande | XXXL   | 129-141         | 131-143         |

Cada rango combina dos pasos de medidas adyacentes. Los rangos pueden extenderse por debajo de la XXS y por sobre 3XL si fuera necesario, por ejemplo:
| Código | pecho (hombres) | busto (mujeres) |
| ------ | --------------- | --------------- |
| 4XL    | 141-154         | 143-155         |
| 5XL    | 154-166         | 155-167         |

## EN 13402-4: Sistema de Codificación
La cuarta parte de la norma está bajo revisión y se espera que se publique a fines de 2007. Definirá un sistema de codificación compacto para los talles de prendas de vestir. Fue originalmente ideado para su uso primario en las bases de datos de las industrias, como parte de identificadores de almacenes y números de órdenes por catálogo, pero luego los usuarios también expresaron su deseo de un código compacto para la comunicación con el cliente. Escribir todas las figuras de todas las medidas secundarias y primarias en centímetros de la 13402-2 podría -en algunos casos- requerir hasta 12 dígitos. El listado completo de las figuras en centímetros en el pictograma contiene mucha información redundante y esa misma información podría ser reducida en unos pocos grafemas y una tabla. La EN 13402-4 definirá dichas tablas
Un primer borrador de esta parte de la norma intentó listar todas las combinaciones en uso de las medidas en la EN 13402-3 y asignar un código de 2 o 3 dígitos para cada una . Algunos representantes de industrias involucrados en el proceso de normalización consideran esto demasiado restrictivo. Otros argumentan que la dimensión primaria en centímetros debería ser la parte prominente del código. Por lo tanto esta propuesta, que se esperaba fuera originalmente adoptada en 2005, fue rechazada.
Desde entonces, varias nuevas propuestas han sido presentadas al grupo de trabajo CEN. Una de esas, definida por European Association of National Organisations of Textile Traders (AEDT), propuso un código alfanumérico de 5 caracteres, consistente en un número de tres dígitos representando la dimensión primaria en centímetros, seguido por un código de una o dos letras representando la dimensión secundaria, en un sistema similar al utilizado para el sistema ya definido con los sostenes. Por ejemplo, un ítem designado para
- busto: 100 cm (100)
- caderas: 104 cm (B)
- altura: 176 cm (G)

sería usado (además del pictograma explicatorio) el código «100BG» . Esta propuesta ha sido acordada en marzo de 2006 en una reunión en Florencia y el borrador final fue producido por la AEDT en junio de 2006 .